# پناهگاه صخره‌ای کل آسین
پناهگاه صخره‌ای کل آسین مربوط به دوران پارینه‌سنگی جدید - دوران فرادیرینه‌سنگی است و در شهرستان کوهدشت، بخش مرکزی، دهستان گل گل، روستای پاآسین (پای آستان) واقع شده و این اثر در تاریخ ۲۸ اسفند ۱۳۸۵ با شمارهٔ ثبت ۱۸۴۸۴ به‌عنوان یکی از آثار ملی ایران به ثبت رسیده است.